# Pałac w Bełczu Wielkim
Pałac w Bełczu Wielkim (niem. Schloss Oderbeltsch) – zabytkowy pałac w Bełczu Wielkim – wsi w Polsce, w województwie dolnośląskim, w powiecie górowskim, w gminie Niechlów.

## Historia
Właścicielem barokowego pałacu w 1787 r. był hrabia von Kalckreuth, potem zaś rodzina Schönborn, a w 1898 majątek zakupił Ludwig Adolph Theodor Dürr. Podczas II wojny światowej był już w posiadaniu państwa niemieckiego, prawdopodobnie ze względu na zadłużenie właściciela. Po II wojnie światowej w pałacu funkcjonowały: szkoła rolnicza, od lat 70. XX w. zakład i ośrodek wychowawczy dla dzieci upośledzonych umysłowo, następnie z zaburzeniami w zachowaniu. Instytucja istniała do 1997 r.. Obiekt jest częścią zespołu pałacowo-folwarcznego, w skład którego wchodzą jeszcze: park, obora, spichlerz. W chwili obecnej budynek jest własnością prywatną. 15 maja 2016 r. spłonął dach zabytkowego pałacu. Ponieważ obiekt nie posiada żadnych instalacji, prawdopodobnie został podpalony.
W 2022 roku syndyk masy upadłości firmy Arrada sp. z o. o. Pod Fortem Sp. k-a, będącej właścicielem obiektu, wystawił pałac na licytację z ceną wywoławczą w wysokości 524.500 zł. 
W lipcu 2023 roku obiekt został zakupiony przez prywatnych inwestorów za kwotę ok. 260.000 zł. Nowi właściciele przedstawili plan zagospodarowania pałacu, który został pozytywnie zaopiniowany przez Dolnośląskiego Wojewódzkiego Konserwatora Zabytków. Od tego czasu trwają prace porządkowe oraz konserwatorskie, a budynek został zamknięty i zabezpieczony.

## Opis
Piętrowy pałac wybudowany na planie prostokąta, kryty  czterospadowym  dachem mansardowym z lukarnami.  Na środku dachu mała wieżyczka z miedzianym hełmem. Od frontu dwupiętrowy ryzalit zwieńczony  owalnym frontonem. Główne wejście umieszczone centralnie we frontonie. Nad wejściem balkon z kamienną balustradą, obejmujący szerokością fronton, wsparty na czterech  kolumnach  doryckich. Po bokach parterowe alkierze zwieńczone balustradą tarasową. W elewacji od strony parku półkolisty taras ze schodami zamknięty kolumnadą.